# 格罗讷河畔蒙塔尼
格羅訥河畔蒙塔尼（法語：Montagny-sur-Grosne，法語發音：[mɔ̃taɲi syʁ ɡʁon]）是法国索恩-卢瓦尔省的一个旧市镇，属于马孔区。2019年，格罗讷河畔蒙塔尼与临近的2个市镇合并为新市镇格罗讷河畔纳武尔。

## 地理
格罗讷河畔蒙塔尼（46°21'21"N, 4°33'0"E）面积6.84 平方千米，位于法国勃艮第-弗朗什-孔泰大區索恩-卢瓦尔省，该省份为法国中部省份，北起顺时针与科多尔省、汝拉省、安省、罗讷省、卢瓦尔省、阿列省和涅夫勒省接壤。
与格罗讷河畔蒙塔尼接壤的市镇（或旧市镇、城区）包括：布朗东、栋皮埃尔莱索尔姆、特朗布利。

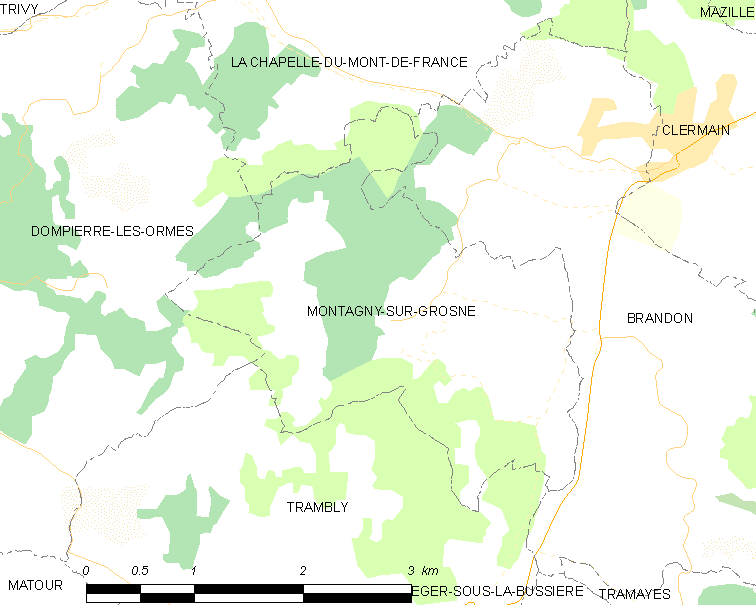
格罗讷河畔蒙塔尼的OSM定位图

格罗讷河畔蒙塔尼的时区为UTC+01:00、UTC+02:00（夏令时）。

## 行政
格罗讷河畔蒙塔尼的邮政编码为71520，INSEE市镇编码为71304。

## 政治
格罗讷河畔蒙塔尼所属的省级选区为拉沙佩勒德甘谢县。

## 人口

1962-2008年间格罗讷河畔蒙塔尼人口变化图示

格罗讷河畔蒙塔尼于2018年1月1日时的人口数量为113人。